# 森蘭斎

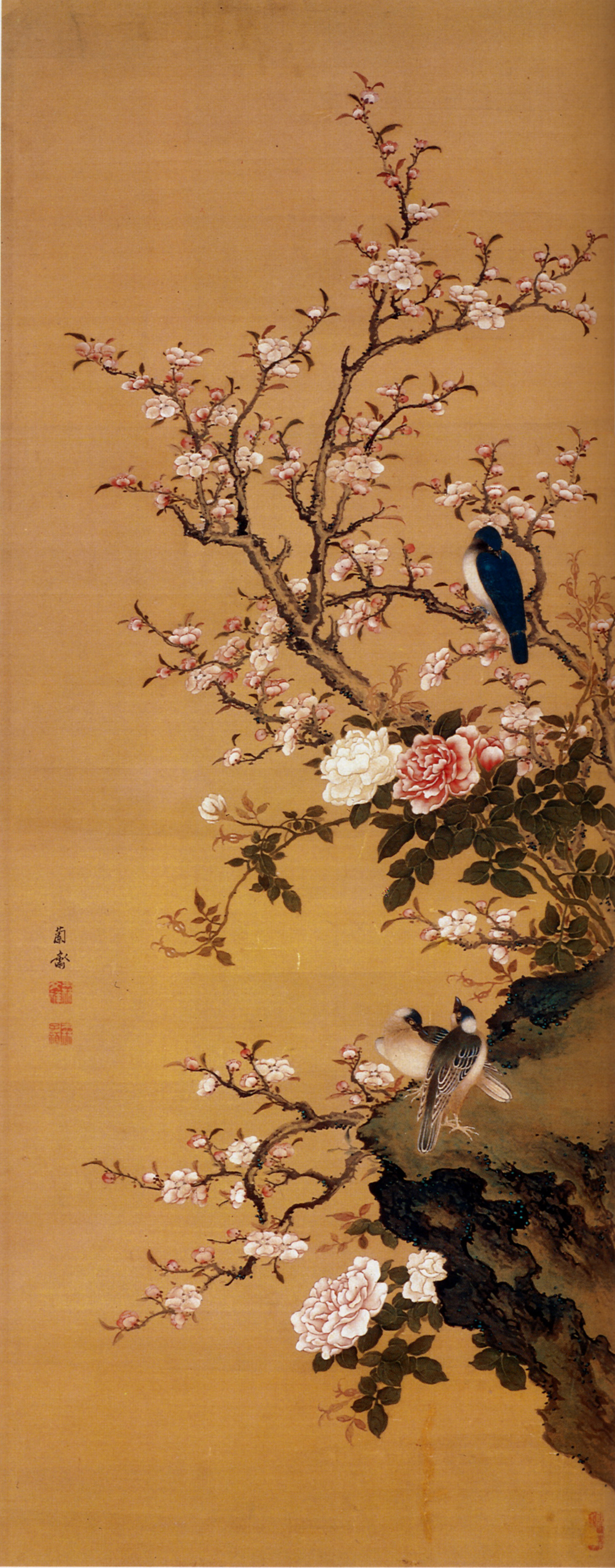
花鳥図　絹本着色　江戸時代中期　神戸市立博物館

森 蘭斎（もり らんさい、元文5年（1740年） - 享和元年9月18日（1801年10月25日））は、江戸時代中期・後期の画家。熊斐に就いて南蘋派の画法を修め彩色花鳥画を画いた。名は文祥、字を子禎。蘭斎のほかに九江・鳴鶴などと号した。越後頸城郡新井（現在新潟県妙高市）の人。

## 略伝
同郷の画家五十嵐浚明から画を学んだ。23歳のとき長崎に出て医学を修める傍ら、沈南蘋の直弟子熊斐に就いて画法を受ける。熊斐の娘婿となり一番弟子と自称。
師が没すると大坂に出て医を生業としながら画を通じて伊藤東所・片山北海・中井竹山ら著名な文人と交友した。『蘭斎画譜』では熊斐から受けた画法の伝授課程を伝え熊斐の小伝を掲載している。
寛政年間に江戸に移住。儒官林述斎や宇都宮藩藩主戸田忠翰らと交友。とりわけ戸田忠翰とは画の共作を行うほど親しく交わった。加賀藩御用絵師となっている。門弟に金谷三石。
享年72。墓は、当初浅草本願寺中妙清寺に建てられたが、関東大震災で壊壊れた。直系の子孫は既に絶えており無縁仏に成りかねない所だったが、新井の人々の募金によって、昭和5年（1930年）に移転され東本願寺新井別院（妙高市）に改葬された。息子の蘭園森文良も、医師であると共に父の画風を受け継いだ絵師だったが、数え37歳で早世したため現存作品数は極めて少ない。
蘭斎は絵師としては珍しく筆マメであり、いくつか残る書簡ではどれも長文をしたためている。しかし、作品に年期を記すことは極めて稀で、画風の変遷をたどるのは殆ど不可能である。

## 著作
- 『蘭斎画譜』天明2年（1782年）
- 『蘭斎画譜続編』享和元年（1801年）

## 代表作
| 作品名                       | 技法     | 形状・員数 | 寸法（縦x横cm） | 所有者                 | 年代               | 落款・印章                                     | 備考 |
| ---------------------------- | -------- | ---------- | --------------- | ---------------------- | ------------------ | ---------------------------------------------- | ---- |
| 龍虎之図・三国志武人之図屏風 | 紙本著色 | 六曲一双   |                 | 妙高市                 |                    |                                                |      |
| 孔雀図・松鹿図屏風           | 紙本著色 | 六曲一双   |                 | 妙高市・照光寺         |                    |                                                |      |
| 龍虎之図屏風                 | 紙本墨画 | 六曲一双   |                 | 妙高市                 |                    |                                                |      |
| 牡丹孔雀図                   | 絹本著色 | 1幅        | 127.2x50.5      | 敦賀市立博物館         | 1789年（寛政元年） | 款記「款記「巳酉初秋寫 蘭斎」/「蘭斎」朱文方印 |      |
| 西王母図                     |          |            |                 | 関西大学東西学術研究所 |                    |                                                |      |
| 水辺群鴨図                   | 絹本著色 | 1幅        | 123.5x49        | ボストン美術館         |                    | 款記「北越蘭斎寫」                             |      |